# Jayson Tatum
Jayson Christopher Tatum Sr. (/ˈteɪtʌm/; Saint Louis, 1998. március 3. –) kétszeres olimpiai bajnok amerikai kosárlabdázó, aki jelenleg a National Basketball Associationben (NBA) szereplő Boston Celtics játékosa. Saint Louis-ban született, a Chaminade College Preparatory School játékosaként ötcsillagos utánpótlásnak értékelték, a 2016-os osztály egyik legjobbjaként. Egyetemen a Duke Blue Devils játékosa volt, mielőtt részt vett volna a 2017-es NBA-drafton, ahol a harmadik választással a Boston Celtics kosárlabdázója lett. Ötszörös NBA All Star, egyszeres All Star MVP, a 2020-as és 2024-es olimpián aranyérmet nyert az amerikai válogatott tagjaként.

## Középiskolai pályafutása
Tatum középiskolában a Chaminade College Preparatory School játékosa volt Creve Coeurban (Missouri). Kilencedikesként 13,3 pontot és 6,4 lepattanót átlagolt és megválasztották az év játékosának a csoportban. A csapat két címet is nyert a szezonban. Tizedik osztályban 26 pontot és 11 lepattanót átlagolt a szezonban.
Harmadik középiskolai évében 25,9 pontot, 11,7 lepattanót és 3,4 gólpasszt átlagolt és beválasztották az All-American Második csapatba. 2015 nyarán csatlakozott az Amateur Athletic Union tornán szereplő St. Louis Eagles csapatához, a Nike Elite Youth Basketball League idejére (EYBL). Július 11-én az Eagles legyőzte Tatum későbbi Duke-csapattársa, Harry Giles csapatát, a Team CP3-t, 74–73 arányban a Nike Peach Jam elődöntőben, amelyet Tatum nyert meg az utolsó másodpercekben. Jayson 28 pontot és 5 lepattanót szerzett. Július 12-én a döntőben 24 pontja, 7 lepattanja és 4 blokkja volt, a Georgia Stars és a későbbi Duke-játékos Wendell Carter Jr. elleni 104–77 arányú vereség során. A tornán Tatum szerezte a legtöbb pontot, 25,6-ot átlagolt, 9,5 lepattanó mellett.

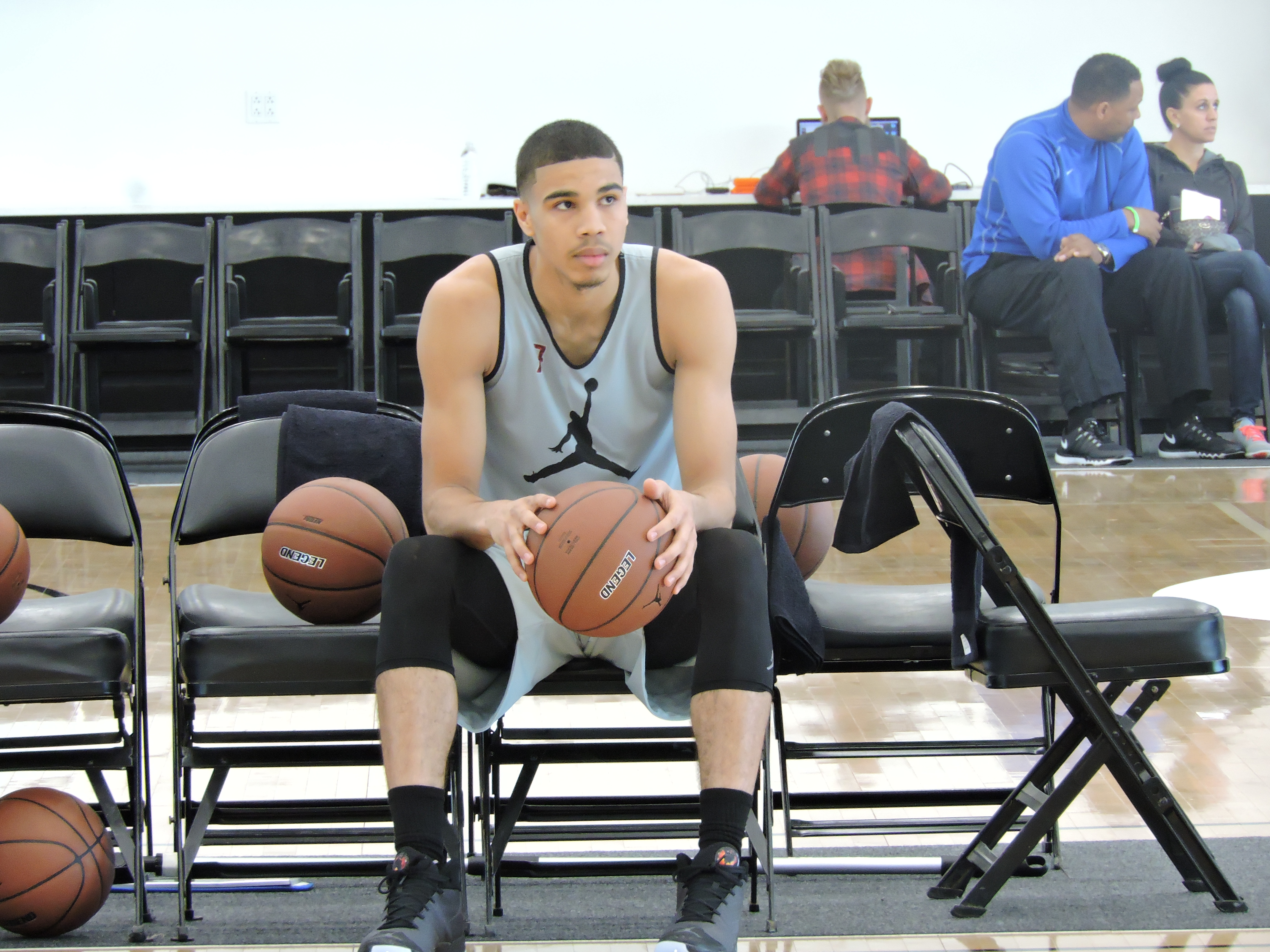
A 18 éves Tatum a 2016-os Jordan Brand Classic mérkőzésen

Végzős éve előtt Tatum szóban elkötelezte magát a Duke Egyetemhez az Észak-Karolina és a Kentucky, illetve apja és anyja egyeteme, a Saint Louis helyett. Utolsó középiskolás szezonjának legjobb pillanatai között volt 40 pontos és 17 lepattanós mérkőzése a Bentonville Középiskola és Malik Monk elleni 76–57 arányú győzelem alkalmával. Ezek mellett egyszer 46 pontot szerzett a Huntington Prep, Miles Bridges csapata ellen a Cancer Research Classic meccsen, illetve negyvenet a DeMatha Katolikus Középiskola ellen, amelynek tagja volt Markell Fultz, akit két évvel később az első helyen választottak az NBA-drafton.
A 2015–2016-os évben Tatum 29,6 pontot és 9,1 lepattanót átlagolt és hatszor is szerzett 40 pontot egy mérkőzésen. Vezetésével a Chaminade történetében mindössze másodjára megnyerte a Missouri 5A bajnoki címet. Beválasztották a McDonald’s All-American mérkőzésre 2016 januárjában. Az All Star-gálán 18 pontja volt, a legtöbbi a keleti csapatban és 8 lepattanót is szerzett a chicagói United Centerben rendezett eseményen. Áprilisban játszott a Jordan Brand Classic mérkőzésen is, ahol szintén 18 pontot szerzett és a csapata 131–117 arányban legyőzte a nyugati csapatot. Tatum 2016-ban megkapta a Gatorade Az év országos játékosa díjat.

### Utánpótlás értékelése
Tatumöt ötcsillagos utánpótlás-játékosnak tekintették, a 2016-os osztály egyik legjobbjának. Az ország második legjobb alacsonybedobójának és harmadik legjobb játékosának nevezték, csak Harry Giles és Josh Jackson mögött.
| Név                                                    | Szülőváros                                                    | Középiskola            | Magasság       | Súly           | Döntés dátuma    |
| ------------------------------------------------------ | ------------------------------------------------------------- | ---------------------- | -------------- | -------------- | ---------------- |
| Jayson Tatum SF                                        | Saint Louis, MO                                               | Chaminade College Prep | 203 cm (6' 8') | 93 kg (205 lb) | 2015. július 12. |
| Jayson Tatum SF                                        | Értékelés: Scout: Rivals: 247Sports: ESPN: ESPN-értékelés: 97 |                        |                |                |                  |
| Általános országos rang: Scout: 4. Rivals: 3. ESPN: 3. |                                                               |                        |                |                |                  |

## Egyetemi pályafutása

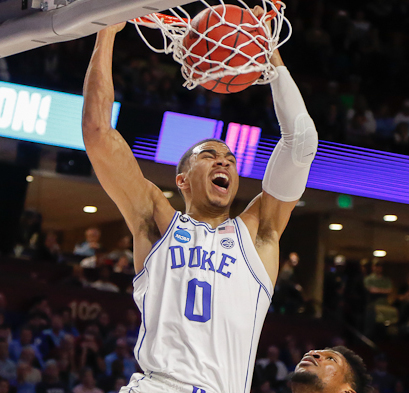
Tatum egy zsákolás közben, 2017-ben a Duke játékosaként.

A 2016–2017-es szezon elején Tatum kihagyott nyolc mérkőzést egy lábsérülés miatt. 2016. december 3-án debütált a Duke Blue Devils csapatában, 10 ponttal a Maine elleni 94–55 arányú győzelem során. Három nappal 22 pontot és 8 lepattanót szerzett a Florida ellen a Jimmy V Classic tornán. December 12-én megválasztották az ACC Hét elsőévesének. December 21-én 18 pontja, 8 lepattanója és 4 blokkja volt az Elon elleni 72–61 arányú győzelem során. 2017. január 4-én Tatum 19 pontot szerzett a Georgia Tech ellen, majd három nappal később 22 pontja és 8 lepattanója volt a Boston College ellen. Január 21-én 14 pontot szerzett a Miami elleni 70–58 arányú győzelem során. Február 13-án megkapta második ACC Hét elsőévese díját. Két nappal később szezoncsúcs 28 pontja és 8 lepattanója volt a Virginia ellen. Február 18-án 19 pontot szerzett a Wake Forest elleni győzelem során. Az ACC Tornát az ötödik helyezettként kezdték meg és legyőzték a Clemsont a második fordulóban, majd a Louisville-t a negyeddöntőben. Március 10-én 24 pontja volt az elődöntőben az Észak-Karolina elleni győzelem során. Egy nappal később 19 pontot és 8 lepattanót szerzett a Notre Dame ellen a döntőben, amellyel a csapata megnyerte az ACC Tornát.
Tatumöt beválasztották az All-ACC csapatba, miután 22 pontot, 7,5 lepattanót és 1,5 labdaszerzést átlagolt a Blue Devils játékosaként. Az NCAA-tornát a második helyezettként kezdték meg, a Duke legyőzte a Troyt az első fordulóban, de a vártánál hamarabb kiestek, a Dél-Karolina ellen a második fordulóban. Tatum 16,5 pontot és 7,5 lepattanót átlagolt a tornán első szezonjában a Duke játékosaként. A telje szezonban 16,8 pontot, 7,3 lepattanót, 2,1 gólpasszt és 1,3 labdaszerzést átlagolt 29 mérkőzésen és beválasztották az ACC Újonc csapatába és az All-ACC harmadik csapatba.
Szezonja végén Tatum úgy döntött, hogy részt fog venni a 2017-es NBA-drafton.

## Profi pályafutása

### Boston Celtics (2017–napjainkig)

#### 2017–2018-as szezon: Újonc év

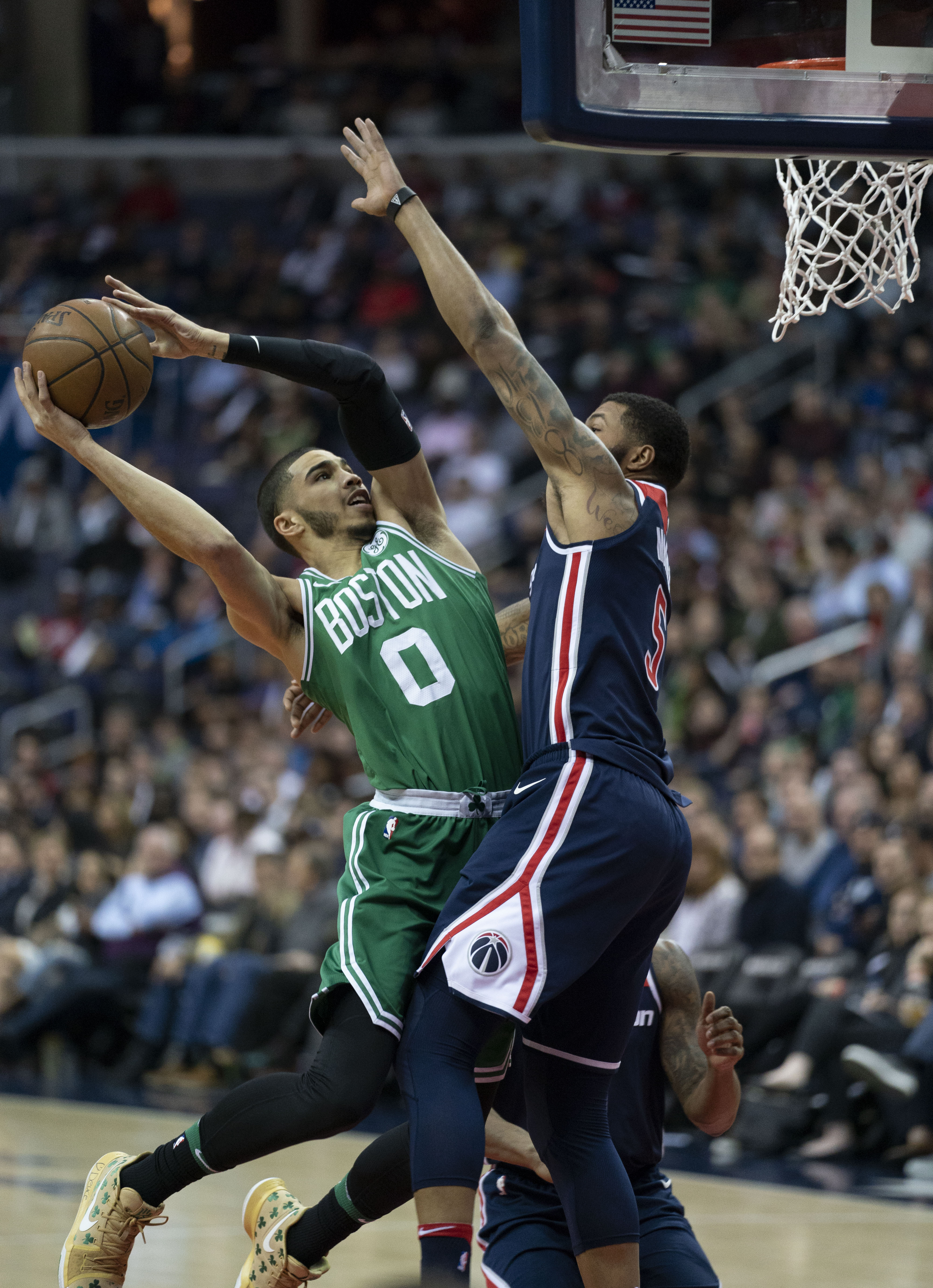
Tatum újonc szezonjában a Washington Wizards ellen

A 2017-es NBA-draft előtt Danny Ainge, a Boston Celtics ügyvezetője úgy döntött, hogy a Philadelphia 76ers csapatához küldi az első választást, annak reményében, hogy visszakap még egy értékes választást és meg tudja szerezni a játékost, akit tényleg szeretne, Tatumöt. Mikor a Celtics a harmadik helyen választott, Tatum még mindig a választható játékosok között volt, így 2017. június 22-én a Philadelphia választásával kiválasztották Tatumöt. A csapat második alacsonybedobója volt, akit a harmadik helyen választottak sorozatban két évben, Jaylen Brown után. A 2017-es nyári liga alatt, amelyet Utah-ban tartottak, 18,7 pontot, 9,7 lepattanót, 2,3 labdaszerzést és 2 gólpasszt átlagolt, 33 perc játékidő alatt. A Las Vegas-i eseményen 17,7 pontja, 8 lepattanója és 1 gólpassza volt meccsenként. Megválasztották a Nyári liga csapatába, Bryn Forbes, Cheick Diallo, Wayne Selden Jr. és Kyle Kuzma mellett.
Első NBA-mérkőzésén dupladuplát szerzett, 14 ponttal és 10 lepattanóval, rögtön a kezdőcsapatban volt, erőcsatárként, a Cleveland Cavaliers ellen. Tatum a New York Knicks ellen 2017. október 24-én szezoncsúcs 24 pontot dobott. 2017 decemberére a keleti főcsoport hónap újoncának választották.
A Celtics 55 mérkőzést nyert meg a szezonban és a keleti főcsoport másodikjaként kezdte meg a rájátszást. Az első forduló első mérkőzésén a Milwaukee Bucks ellen egy 19 pontos és 10 lepattanós dupladuplát szerzett. A negyedik mérkőzésén megdöntötte rájátszás-rekordját 21 ponttal, majd ismét a hatodik mérkőzésen, 22 ponttal. A Celtics legyőzte a Bucks csapatát a hetedik mérkőzésen, 112–96-ra, Tatum 20 pontot mutatott fel.
A második forduló első mérkőzésén a Philadelphia 76ers ellen karriercsúcs 28 pontot szerzett, amellyel az első Celtics-újonc lett, aki több, mint 25 pontot szerzett egy rájátszás mérkőzésen, Larry Bird óta, 1980-ban. A második mérkőzésen 21 pontja volt, amivel a legfiatalabb játékos lett, aki legalább 20 pontot szerzett sorozatban négy rájátszás-mérkőzésen, 20 évesen és 61 naposan, megelőzve Kobe Bryantet, aki 1999 óta tartotta a rekordot. A harmadik mérkőzésen 24 pontja volt a Philadelphia elleni hosszabbításos mérkőzésen, amivel az első Celtics-újonc lett, aki sorozatban öt rájátszás-mérkőzésen legalább 20 pontot tudott dobni. A rájátszás végére Kareem Abdul-Jabbar mellett az egyetlen újonc lett, aki 10 rájátszás-mérkőzésen is több, mint 20 pontot szerzett. LeBron James a szezon végén méltatta teljesítményeit.
2018. május 22-én beválasztották az NBA Első újonc csapatba.

#### 2018–2019-es szezon: Második szezonja
A Celtics 2018–2019-es szezonnyitóján Tatum 23 pontot, 9 lepattanót és 3 gólpasszt szerzett a Philadelphia 76ers elleni 105–87 arányú győzelem során. Október 20-án 24 pontja és 14 lepattanója volt  a New York Knicks ellen. Október 25-én 24 pontot és 6 lepattanót szerzett az Oklahoma City Thunder elleni 101–95 arányú győzelem során. November 16-án 21 pontot és 7 lepattanót szerzett a Toronto Raptors ellen. December 25-én 23 pontja és 20 lepattanója volt a Philadelphia 76ers elleni 121–114 arányú győzelem során. Február 5-én 25 pontot és 7 lepattanót szerzett a Cleveland Cavaliers ellen.

#### 2019–2020-as szezon: Első All Star és All-NBA-választások

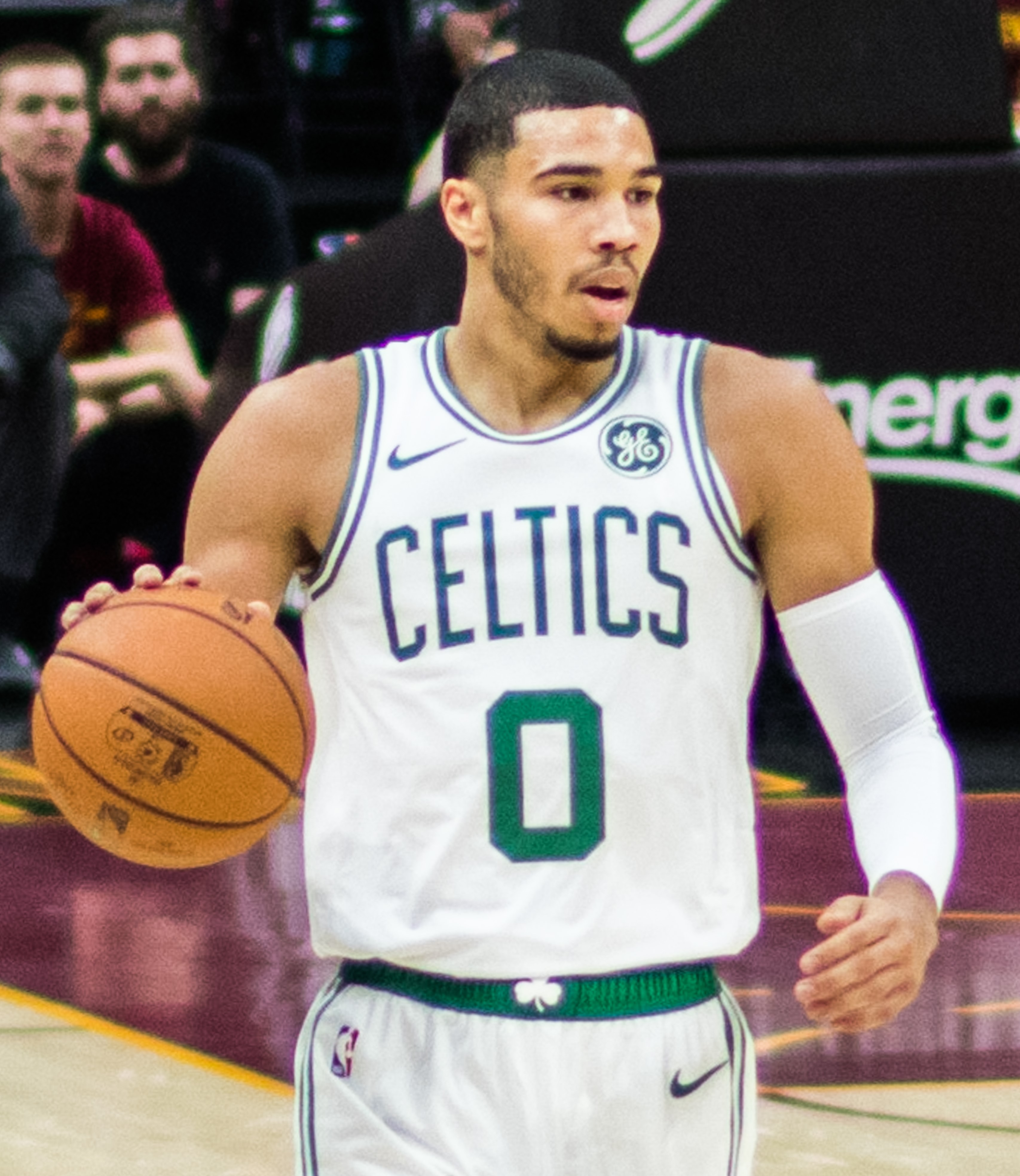
2018 októberében

2019. december 22-én Tatum akkori karriercsúcsnak számító 39 pontot szerzett 12 lepattanó mellett a Charlotte Hornets elleni 119–93 arányú győzelem során. Ezt 2020 januárjában átlépte 41 ponttal a New Orleans Pelicans ellen. Január 30-án pályafutása során először beválasztották az NBA All Star-csapatba, a keleti főcsoport cserepadján. Február 13-án ismét 39 pontot szerzett, 47 percet játszva a Los Angeles Clippers elleni kétszeres hosszabbításos 141–133 arányú győzelem során. Február 23-án beállította karriercsúcsát 41 ponttal a Los Angeles Lakers elleni vereség alatt. Mivel a Covid19-pandémia miatt elhalasztották a szezont, Tatum mindössze két mezőnygólt szerzett a Milwaukee Bucks ellen, 18 próbálkozásból, július 31-én, de a következő meccsen a Portland Trail Blazers ellen 34 pontja volt. Beválasztották az All-NBA Harmadik csapatba, karrierjében először.
A 2020-as rájátszásban a Celtics eljutott a főcsoportdöntőig, másodjára Tatum hároméves pályafutása során, miután kiejtették a Philadelphia 76erst és a Toronto Raptorst. A főcsoportdöntőben viszont kikaptak a Miami Heattől, hat mérkőzés után.

#### 2020–2021-es szezon
2020. november 22-én Tatum és a Celtics megegyezett a játékos szerződéshosszabbításában, amellyel öt év alatt 195 millió dollárt keresett volna. A szezonnyitón 30 pontot és 7 lepattanót szerzett, egy hárompontost beleértve, amellyel a Celtics megnyerte a meccset a Milwaukee Bucks ellen, 122–121-re. 2021. január 3-án 24 pontja és karriercsúcs 12 gólpassza volt a Detroit Pistons ellen. Másnap szezoncsúcs 40 pontja volt a Toronto Raptors ellen. 2021. január 9-én Tatum Covid19-tesztje pozitív volt, így több mérkőzést is ki kellett hagynia. Február 23-án ismét NBA All Starnak választották.
Április 9-én karriercsúcs 53 pontja volt, 16 szerzett mezőnygóllal és 15 büntetődobással a Minnesota Timberwolves ellen. Tatum lett ezzel a legfiatalabb Celtics-játékos, aki legalább 50 pontot szerzett egy mérkőzésen és a Celtics történetében ő szerezte a harmadik legtöbb pontot, Larry Bird és Kevin McHale mögött, illetve a második lett a csapat történetében, aki egy meccsen legalább 50 pontot és 10 lepattanót szerzett, Bird után. Tatum és Zach LaVine lettek a második páros a 2020–2021-es szezonban, akik ugyanazon a napon legalább 50 pontot szereztek.
Május 4-én a Celtics 32 pontos hátrányból nyert a San Antonio Spurs ellen, amely az NBA történetének harmadik legnagyobb ilyen győzelme volt és Tatum ismét megdöntötte karriercsúcsát, 60 ponttal, amely a legtöbb szerzett pont egy Celtics-játékos által Larry Birddel együtt. Tatum egyike annak a három játékosnak, aki legalább 60 pontot szerzett úgy, hogy egyszer se adta el a labdát és megválasztották a hét játékosának a keleti főcsoportban, miután 42,7 pontot, 6 gólpasszt és 6 lepattanót átlagolt.
A play-in szakasz első mérkőzésén Tatum 50 pontot szerzett, amellyel hozzásegítette a Celtics csapatát egy győzelemhez a Washington Wizards ellen, bebiztosítva a csapat helyét, mint a hetedik helyezett a szezonban. Tatum beállította a rekordot a legtöbb szerzett pontért egy play-in mérkőzésen és részese lett azon kevés játékosnak, akik legalább 50 pontot szereztek vagy a play-in szakaszban vagy a rájátszásban. Neki egyedül több pontja volt a harmadik negyedben és a negyedik egy részében, mint a Wizards teljes csapatának, amellett, hogy nem hagyott ki egyet se 17 büntetődobásából.
Az első forduló harmadik mérkőzésén a Brooklyn Nets ellen Tatum 50 pontot szerzett, 53%-os dobóhatékonysággal, 6 lepattanó, 7 gólpassz és 2 labdaszerzés mellett. Ezzel Tatum több rekordot is megdöntött: ő lett az első játékos az NBA-rájátszások történetében, aki 50 pontot szerzett az után, hogy kevesebb, mint 10 pontja volt az előző mérkőzésen. Ezek mellett minden idők ötödik legtöbb pontot szerző játékosa lett 23 év alatti játékosok között a rájátszásban, miután átlépte az 1000 pontot a meccsen és az első Celtics-játékos Isaiah Thomas óta, aki legalább 50 pontot szerzett egy meccsen a rájátszásban, illetve a harmadik legfiatalabb játékos, aki ezt elérte. Csapatrekordokat tekintve Tatum mindössze a hatodik játékos lett a Celtics csapatának történetében, aki legalább ötven pontot szerzett egy meccsen a rájátszásban, az egyetlen NBA-játékos aki több, mint 50 pontot szerzett többször is egy szezonban az alapszakaszban, 50 pontot a play-in szakaszban és 50 pontot a rájátszásban. Ugyan a Celtics kiesett öt mérkőzés alatt, Tatum megdöntötte a csapat rekordját a legtöbb pontért három mérkőzésen a rájátszásban, 122 ponttal.

#### 2021–2022-es szezon: Történelmi Celtics-szezon

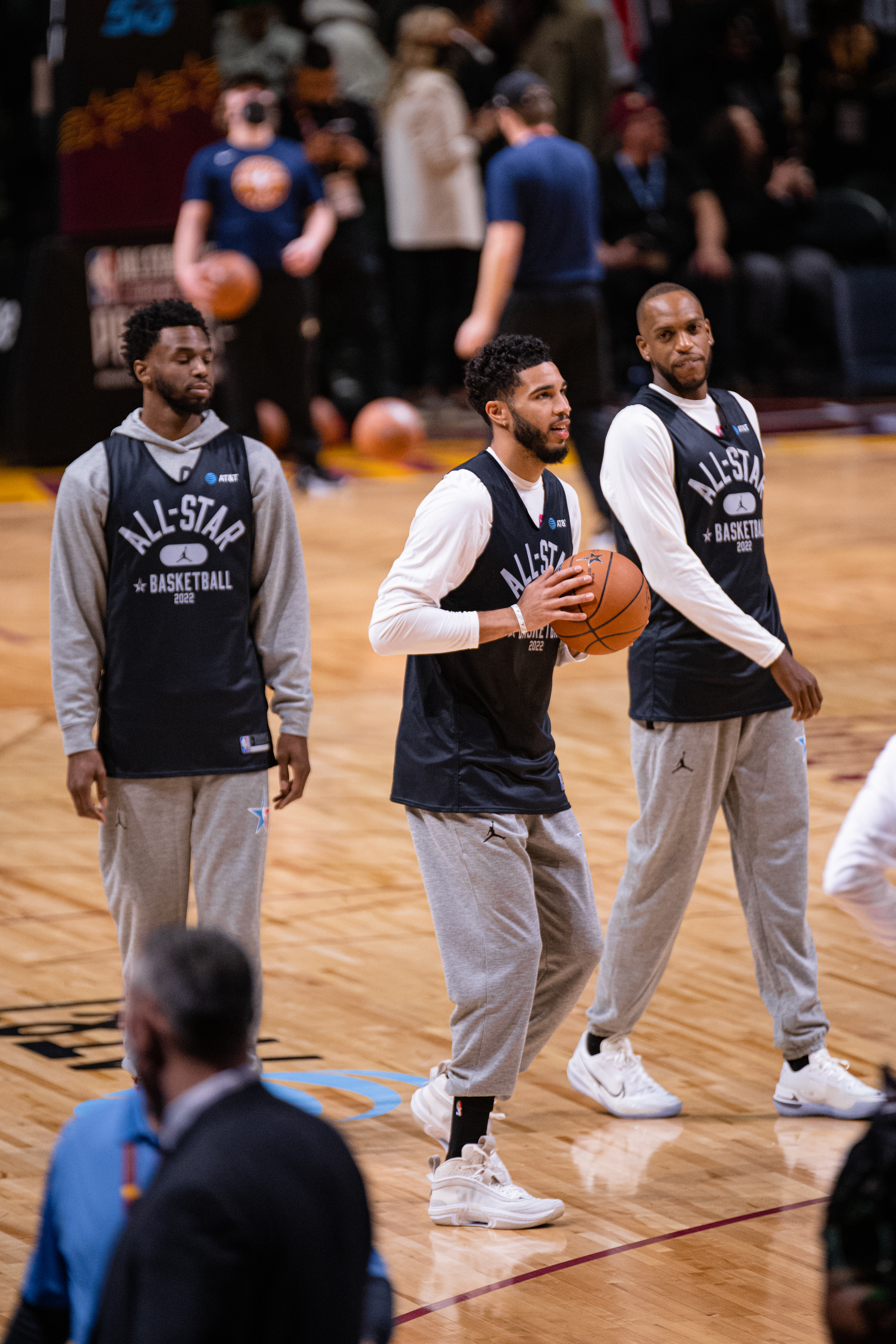
Tatum (középen) a 2022-es All Star-gálán, Khris Middletonnal (jobbra) és Andrew Wigginsszel (balra)

2021. október 25-én a Charlotte Hornets elleni 140–129 arányú győzelem során Tatum 41 pontot, 7 lepattanót és 8 gólpasszt szerzett. Január 23-án akkor szezoncsúcsnak számító 51 pontot szerzett, 10 lepattanó, 7 gólpassz ls karriercsúcs 9 hárompontos mellett, amellyel megverték a Washington Wizards csapatát, 116–87-re. Február 3-án Tatumöt beválasztották sorozatban harmadik All Star-csapatába. Március 3-án Tatum 37 pontjából 21-et szerzett a negyedik negyedben, 6 lepattanó és 5 gólpassz mellett, a Memphis Grizzlies elleni 120–107 arányú győzelem során. A következő meccsen 54 pontja volt, amelyből 34-et a második félidőben dobott a Brooklyn Nets elleni győzelem idején. Ez volt a negyedik alkalom pályafutása során, mikor legalább 50 pontot szerzett, amellyel beállította Larry Bird rekordját a legtöbb 50-pontos mérkőzésért a Celtics történetében. Március 7-én megválasztották a keleti főcsoport hét játékosának, 41,3 pontot, 6,3 lepattanót és 5 gólpasszt átlagolva. A következő meccsen 44 pontja volt a Charlotte Hornets elleni 115–101 arányú győzelem során. Március 18-án a Celtics legyőzte a Sacramento Kings csapatát 126–97-re, amely meccsen Tatum és Jaylen Brown is több, mint 30 pontot szereztek, negyedjére a szezonban és összesen nyolcadjára, ezzel beállítva Larry Bird és Kevin McHale Celtics-legendák legjobb páros szezonját, 1986–1987-ben. A következő mérkőzésen a Denver Nuggets ellen megdöntötték a rekordot, mikor mindketten 30 pontot szereztek, 60%-os dobóhatékonysággal. Március 28-án Tatum lett az első játékos a csapat történetében, akit két egymást követő héten is a hét játékosának választottak.
A Celtics lett az első csapat az NBA történetében, amely a szezon felénél, 50%-os győzelmi arány alatt volt, de a szezon végére a második helyezett lett főcsoportjában.
2022. április 17-én, a rájátszás első fordulójának első mérkőzésén Tatum 31 pontot szerzett, 8 gólpassz mellett. Az utolsó pillanatban nyerte meg a meccset a Brooklyn Nets ellen, 115–114-re.

## A válogatottban
Tatum játszott a 2014-es U17-es világbajnokságon, majd a 2015-ös U19-es világbajnokságon is, megnyerve mindkét tornát és beválasztották az Eurobasket.com a világbajnokság U19-es második csapatába. 2021-ben tagja volt az olimpiai bajnok amerikai válogatottnak.
A 2016-os Nike Hoop Summit gálán az amerikai csapat tagja volt. Közel 17 percet játszott, amely idő alatt 14 pontot, 4 lepattanót, 2 gólpasszt, 2 labdaszerzést és egy blokkot szerzett.

## Statisztikák
A Basketball Reference adatai alapján.

### Egyetem
| Év      | Csapat           | JM | KM | JP/M | MG%  | 3P%  | BD%  | LP/M | GP/M | L/M | B/M | P/M  |
| ------- | ---------------- | -- | -- | ---- | ---- | ---- | ---- | ---- | ---- | --- | --- | ---- |
| 2016–17 | Duke Blue Devils | 29 | 27 | 33,3 | .452 | .342 | .849 | 7,3  | 2,1  | 1,3 | 1,1 | 16,8 |

### NBA

#### Alapszakasz
| Év         | Csapat         | JM  | KM  | JP/M | MG%  | 3P%  | BD%  | LP/M | GP/M | L/M | B/M | P/M  |
| ---------- | -------------- | --- | --- | ---- | ---- | ---- | ---- | ---- | ---- | --- | --- | ---- |
| 2017–2018  | Boston Celtics | 80  | 80  | 30,5 | .475 | .434 | .826 | 5,0  | 1,6  | 1,0 | 0,7 | 13,9 |
| 2018–2019  | Boston Celtics | 79  | 79  | 31,1 | .450 | .373 | .855 | 6,0  | 2,1  | 1,1 | 0,7 | 15,7 |
| 2019–2020  | Boston Celtics | 66  | 66  | 34,3 | .450 | .403 | .812 | 7,0  | 3,0  | 1,4 | 0,9 | 23,4 |
| 2020–2021  | Boston Celtics | 64  | 64  | 35,8 | .459 | .386 | .868 | 7,4  | 4,3  | 1,2 | 0,5 | 26,4 |
| 2021–2022  | Boston Celtics | 76  | 76  | 35,9 | .453 | .353 | .853 | 8,0  | 4,4  | 1,0 | 0,6 | 26,9 |
| 2022–2023  | Boston Celtics | 74  | 74  | 37,1 | .466 | .350 | .854 | 8,8  | 4,6  | 1,1 | 0,7 | 30,1 |
| 2023–2024† | Boston Celtics | 74  | 74  | 35,7 | .471 | .376 | .833 | 8,1  | 4,9  | 1,0 | 0,6 | 26,9 |
| 2024–2025  | Boston Celtics | 72  | 72  | 36,4 | .452 | .343 | .814 | 8,7  | 6,0  | 1,1 | 0,5 | 26,8 |
| Karrier    | Karrier        | 585 | 585 | 34,5 | .452 | .370 | .840 | 7,4  | 3,8  | 1,1 | 0,7 | 23,6 |
| All Star   | All Star       | 6   | 5   | 21,5 | .618 | .408 | .500 | 4,5  | 4,7  | 1,7 | 0,5 | 21,8 |

#### Rájátszás
| Év      | Csapat         | JM  | KM  | JP/M | MG%  | 3P%  | BD%  | LP/M | GP/M | L/M | B/M | P/M  |
| ------- | -------------- | --- | --- | ---- | ---- | ---- | ---- | ---- | ---- | --- | --- | ---- |
| 2018    | Boston Celtics | 19  | 19  | 35,9 | .471 | .324 | .845 | 4,4  | 2,7  | 1,2 | 0,5 | 18,5 |
| 2019    | Boston Celtics | 9   | 9   | 32,8 | .438 | .323 | .744 | 6,7  | 1,9  | 1,1 | 0,8 | 15,2 |
| 2020    | Boston Celtics | 17  | 17  | 40,6 | .434 | .373 | .813 | 10,0 | 5,0  | 1,0 | 1,2 | 25,7 |
| 2021    | Boston Celtics | 5   | 5   | 37,0 | .423 | .389 | .918 | 5,8  | 4,6  | 1,2 | 1,6 | 30,6 |
| 2022    | Boston Celtics | 24  | 24  | 41,0 | .426 | .393 | .800 | 6,7  | 6,2  | 1,2 | 0,9 | 25,6 |
| 2023    | Boston Celtics | 20  | 20  | 40,0 | .458 | .323 | .876 | 10,5 | 5,3  | 1,1 | 1,1 | 27,2 |
| 2024†   | Boston Celtics | 19  | 19  | 40,4 | .427 | .283 | .861 | 9,7  | 6,3  | 1,1 | 0,7 | 25,0 |
| 2025    | Boston Celtics | 8   | 89  | 40,3 | .423 | .372 | .889 | 11,5 | 5,4  | 2,1 | 0,8 | 28,1 |
| Karrier | Karrier        | 121 | 121 | 39,0 | .439 | .348 | .841 | 8,2  | 4,9  | 1,2 | 0,9 | 24,3 |

## Magánélete
Jayson, Justin Tatum és Brandy Cole fiaként született. Justin Tatum kosárlabdázott a Saint Louis Egyetemen, amelyet követően testnevelés tanár és kosárlabdaedző lett a Christian Brothers College Középiskolában, Saint Louisban, ahol 1997-ben végzett, nagyjából egy évvel Jayson megszületése előtt. Korábban hat évig a Soldan International Studies Középiskola sportigazgatója volt. Tatum születésekor mindkét szülője 19 éves volt, anyja a Saint Louis Jogi Egyetemen végezte tanulmányait, amelyet követően ügyvédként kezdett dolgozni a városban. Tatum Larry Hughes korábbi NBA-játékos keresztfia, aki apjának középiskolai és egyetemi csapattársa volt, illetve a Los Angeles Clippers jelenlegi vezetőedzőjének, Tyronn Lue-nak az unokatestvére. Tatum keresztény vallású, sikereit mindig Jézusnak köszöni.
Középiskolás éveiben barátja volt Matthew Tkachuk NHL-játékosnak, ugyanazon a testnevelés órán vettek részt. Harry Gilesszal is jó kapcsolatban van, akivel egy csapatban játszott a Duke Egyetemen.
Első fia, Jayson Tatum Jr., akit általában csak Deuce-nak neveznek, 2017. december 6-án született.